# Ultuna
Ultuna é uma pequena localidade suburbana da cidade de Uppsala, situada na província histórica da Uppland.
Tem cerca de  449 habitantes (2017), e pertence à Comuna de Uppsala.
Está localizada a 6 km a sul do centro da cidade de Uppsala.
Alberga a Universidade de Ciências Agrárias da Suécia (Sveriges lantbruksuniversitet) e o Instituto Nacional de Medicina Veterinária (Statens veterinärmedicinska anstalt).